# Imboden
Imboden (rätoromanska: Il Plaun) är en  region i den schweiziska kantonen Graubünden. Den omfattar området runtom där floderna Vorderrhein och Hinterrhein flyter samman och bildar Rhen, 10 kilometer väster om kantonshuvudstaden Chur.

## Religion
Vid reformationen bibehöll kyrkorna söder om Vorderrhein/Rhen (Bonaduz, Domat/Ems och Rhäzüns) den katolska läran, medan kyrkorna norr därom gick över till den reformerta. Med 1900-talets ökade rörlighet har denna traditionella uppdelning luckrats upp, och varje kommun har en betydande minoritet av anhängare till den motsatta trosinriktningen.

## Språk
Även den språkliga utvecklingen har sett olika ut i Imbodens olika delar. I nordost, i Felsberg och Tamins, tog tyska språket över redan under medeltiden. I övriga delar har rätoromanska levt kvar som dominerande språk inpå 1900-talet. I Bonaduz förlorade rätoromanskan sin majoritetsställning efter sekelskiftet 1900, i Flims (och distriktet som helhet) efter andra världskriget, i Domat/Ems runt 1960 och i Rhäzuns och Trin på 1970-talet. 
Vid folkräkningen 2000 hade endast en av tio i hela Imboden rätoromanska som huvudspråk, medan det i kommunen Trin var en av fem. Ungefär dubbelt så många kan dock använda språket. I Trin och i enstaka klasser i Domat/Ems är skolundervisningen fram till och med årskurs sex tysk-rätoromanskt tvåspråkig, medan den för övriga elever är helt tysk.

## Arbetsliv
I Domat/Ems finns industrin Ems Chemie, som är en av regionens största arbetsgivare och i Flims ger turism många jobb. En mycket stor andel av befolkningen pendlar också till Chur. Den goda tillgången till arbetstillfällen har bidragit till att området har fördubblat sin befolkning under perioden 1960-2010.

## Administrativ historik och indelning
Imboden utgör från och med 2016 en region, som är geografiskt identisk med det tidigare distriktet med samma namn. Detta år genomförde kantonen en indelningsreform, varvid distrikt och kretsar avskaffades och ersattes av regioner. Kretsarna finns dock kvar som valkretsar.
De sju kommunerna i området är oförändrade:
| Vapen     | Namn      | Invånare 2023-12-31 | Yta i km² | Valkrets |
| --------- | --------- | ------------------- | --------- | -------- |
| Bonaduz   | Bonaduz   | 3 533               | 14,40     | Rhäzüns  |
| Domat/Ems | Domat/Ems | 8 286               | 24,22     | Rhäzüns  |
| Felsberg  | Felsberg  | 2 833               | 13,40     | Trins    |
| Flims     | Flims     | 2 939               | 50,51     | Trins    |
| Rhäzüns   | Rhäzüns   | 1 633               | 13,37     | Rhäzüns  |
| Tamins    | Tamins    | 1 215               | 40,74     | Trins    |
| Trin      | Trin      | 1 525               | 47,17     | Trins    |